# Талыбов, Дадаш Аббас оглы
Дадаш Аббас оглы Талыбов (азерб. Dadaş Abbas oğlu Talıbov; род. 1939, Баку) — советский азербайджанский судоремонтник. Полный кавалер ордена Трудовой Славы (1985).

## Биография
Родился в 1939 году в городе Баку, столице Азербайджанской ССР.
С 1957 года — ученик слесаря, слесарь-судоремонтник, бригадир слесарей-судоремонтников судоремонтного завода имени XXI съезда КПСС Всесоюзного промышленного объединения «Каспморнефтегазпром», начальник механического цеха судоремонтного завода «Биби-Эйбат» управления «Каспморнефтефлот» Государственной нефтяной компании Азербайджана. 
Дадаш Талыбов проявил себя на работе опытным судоремонтником, требовательным к себе и другим, умелым и целеустремлённым руководителем, в совершенстве овладевшим всеми видами навигационного ремонта. Бригада регулярно выполняла сменные задания на 150 процентов, ремонтировала все виды оборудования: главные двигатели, дизели, гребные устройства, рулевые управления. В числе отремонтированных коллективом бригады судов — крановое судно «Азербайджан», танкер «Академик Мамедалиев», теплоход «Волгоград», трубоукладчик «Сулейман Везиров», вернувшиеся в работу досрочно, получая высокие оценки на ходовых испытаниях. За годы одиннадцатой пятилетки Талыбов обучил 29 человек на профессию слесаря-судоремонтника, вместе с коллективом бригады выполнил работ сверх плана на 50 тысяч рублей, сэкономил большое количество материальных ресурсов и повысил производительность труда в бригаде.
По итогам VIII пятилетки награжден орденом Трудового Красного Знамени.
Указом Президиума Верховного Совета СССР от 21 апреля 1975 года награждён Орденом Трудовой Славы III степени, а Указом Президиума Верховного Совета СССР от 16 мая 1980 года награждён орденом Трудовой Славы II степени.
Указом Президиума Верховного Совета СССР от 15 мая 1985 года за успехи, достигнутые в досрочном выполнении планов четырех лет одиннадцатой пятилетки по добыче и поставке газа Талыбов Дадаш Аббас оглы награждён Орденом Трудовой Славы I степени.
В 1999 году награжден Почётной грамотой Госнефтекомпании Азербайджана.
Активно участвовал в общественной жизни Азербайджана. Член КПСС. Делегат XIX Всесоюзной конференции КПСС.